# Czarnogórski Komitet Olimpijski
Czarnogórski Komitet Olimpijski (czarnog. Црногорски олимпијски комитет, Crnogorski olimpijski komitet) – stowarzyszenie związków i organizacji sportowych z siedzibą w Podgoricy, zajmujące się organizacją udziału reprezentacji Czarnogóry w igrzyskach olimpijskich i europejskich oraz upowszechnianiem idei olimpijskiej i promocją sportu, a także reprezentowaniem sportu Czarnogóry w organizacjach międzynarodowych, w tym w Międzynarodowym Komitecie Olimpijskim.